# Gradius V
Gradius V (グラディウスV?, Guradiusu V) è un videogioco a scorrimento verticale pubblicato da Konami per PlayStation 2 nel 2004. Venne sviluppato principalmente da Treasure, che aveva ricevuto una certa notorietà per i precedenti Radiant Silvergun e Ikaruga. Il titolo è ambientato nello spazio esterno in cui i giocatori guidano l'astronave Vic Viper attraverso i territori di Bacterian, un impero del male. Gradius V ricevette recensioni complessivamente positive. I critici elogiarono il design dei livelli, il design grafico e il revival "classico", ma criticarono la difficoltà.